# 農林畜產食品部
農林畜產食品部（韩语：／ Nongnim Chuksan Sikpum-bu */?），簡稱農業部，為大韩民国的中央行政機關，前身為农林水产食品部。部门首长称农林畜产食品部长（韩语：／），同时獲任为國務委員。

## 沿革
- 1948年 - 设立农林部。
- 1973年3月3日 - 山林厅划归内务部，并改组为农水产部。
- 1987年1月1日 - 山林厅由内务部划入，部门更名为农林水产部。
- 1996年8月 - 分出海洋水产部，部门更名为农林部。
- 2008年2月29日 - 海洋水产部的渔业相关事务划入，部门改组为农林水产食品部。
- 2013年3月13日 - 分拆為海洋水产部及農林畜產食品部。

## 职责
- 农业、渔业、畜牧业
- 粮食、耕地、水利
- 食品产业振兴
- 农村开发与农渔产品流通等相关事务

## 组织

### 官员
- 部长（：／）
  - 发言人
  - 监査官
  - 长官政策顾问
- 第一次官
- 第二次官

### 下属机构
| - 人事课 - 运营支援课 - 企划调整室 - 农业政策局 | - 农村政策局 - 国际协力局 - 食品产业政策室 - 水产政策室 |

### 附属机构
| - 国立农产物品质管理院 - 农业研修院 - 国立兽医科学检疫院 - 国立植物检疫院 | - 国立水产品质检查院 - 水产人力开发院 - 渔业指导事务所（东海、西海） | - 国立种子院 - 国立水产科学院 - 韩国农水产大学 |

### 外厅
- 农村振兴厅
- 山林厅